# Унгар, Миро
Миро Унгар (хорв. Miro Ungar; род. 2 мая 1937, Загреб) —  югославский и хорватский поп-певец. Также известен как автор песен.

## Биография
После окончания средней школы он учился в Загребской Театральной Академии, а затем на факультете философии.
Он начал выступать в 1955 году, а в следующем году вместе с Ивицей Кражачем основал вокальный ансамбль 4М. Они стали очень популярны в Загребе и  выступать в местном варьете. После первых туров за рубежом (в Болгарии в 1957 году и в Вене годом позднее), квартет успешно записывает каверы на знаменитые мировые хиты.
На протяжении следующих лет  Миро  и вместе с  4М, и сольно гастролирует по всему миру, неоднократно побывав   в Австрии, Германии, Италии, Бельгии, Швеции, Финляндии, Советском Союзе и Израиле, а также выступив на фестивале в Загребе и фестивале Сан-Винсент.
Осенью 1965 года Миро вместе со своей женой, певицей Терезой Кесовией, переехал в Париж, где под псевдонимом Тим Твинклберри сотрудничал с лейблом Barclay records и обзавёлся первым сольным альбомом. С Терезой они развелись в 1973 году.
На фестивале в Опатии в 1968 году он занял второе место с   песней «Сегодня ночью  ты прекрасна, моя любовь», на этом же фестивале побеждает в следующем году, а 1970-м - на фестивале в Скопье. С 1970 года Унгар выигрывал награды на фестивалях популярной музыки в Берне, Винья-дель-Мар в Чили (где в 1971 году  среди участников из 27  завоевал первый приз), «Золотой Орфей» в Болгарии (вторая премия в 1973 году, разделённая им с турчанкой Айлой Алган), «Братиславская Лира» в Чехословакии и «Весенний Тель-Авив» в Израиле и в 1976 году —  в Москве. За этими успехами последовал тур по Болгарии, Советскому Союзу, Восточной Германии и  Югославии.
В 1975 году он выступил в первой хорватской рок-опере  Gubec beg  в роли Дуро Могаича.
В Советском Союзе наиболее известен по песне «Обещания», исполненной в дуэте с Людмилой Сенчиной на Всесоюзном телевизионном фестивале советской песни «Песня-76», с которой ему приписывали романтические отношения.
В 2009 году сыграл небольшую роль в драме Далибора Матанича «Кино Лика».
С  2012 года Миро Унгар выступает   с тремя различными программами: «Золотые шестидесятые. Возрождение», концерты с участием цыганского свинг-квинтета Дамирa Кукурузовича и концертами под названием  The Great American Songbook, где поёт самые большие музыкальные хиты 20-го века и   джаз.
Миро Унгар проживает в Хорватии. Женат. Его супруга на 42 года младше мужа.